# Eremogone kingii
Eremogone kingii är en nejlikväxtart som först beskrevs av S. Wats., och fick sitt nu gällande namn av S. Ikonnikov. Eremogone kingii ingår i släktet Eremogone och familjen nejlikväxter.

## Underarter
Arten delas in i följande underarter:
- E. k. compacta
- E. k. glabrescens

## Bildgalleri

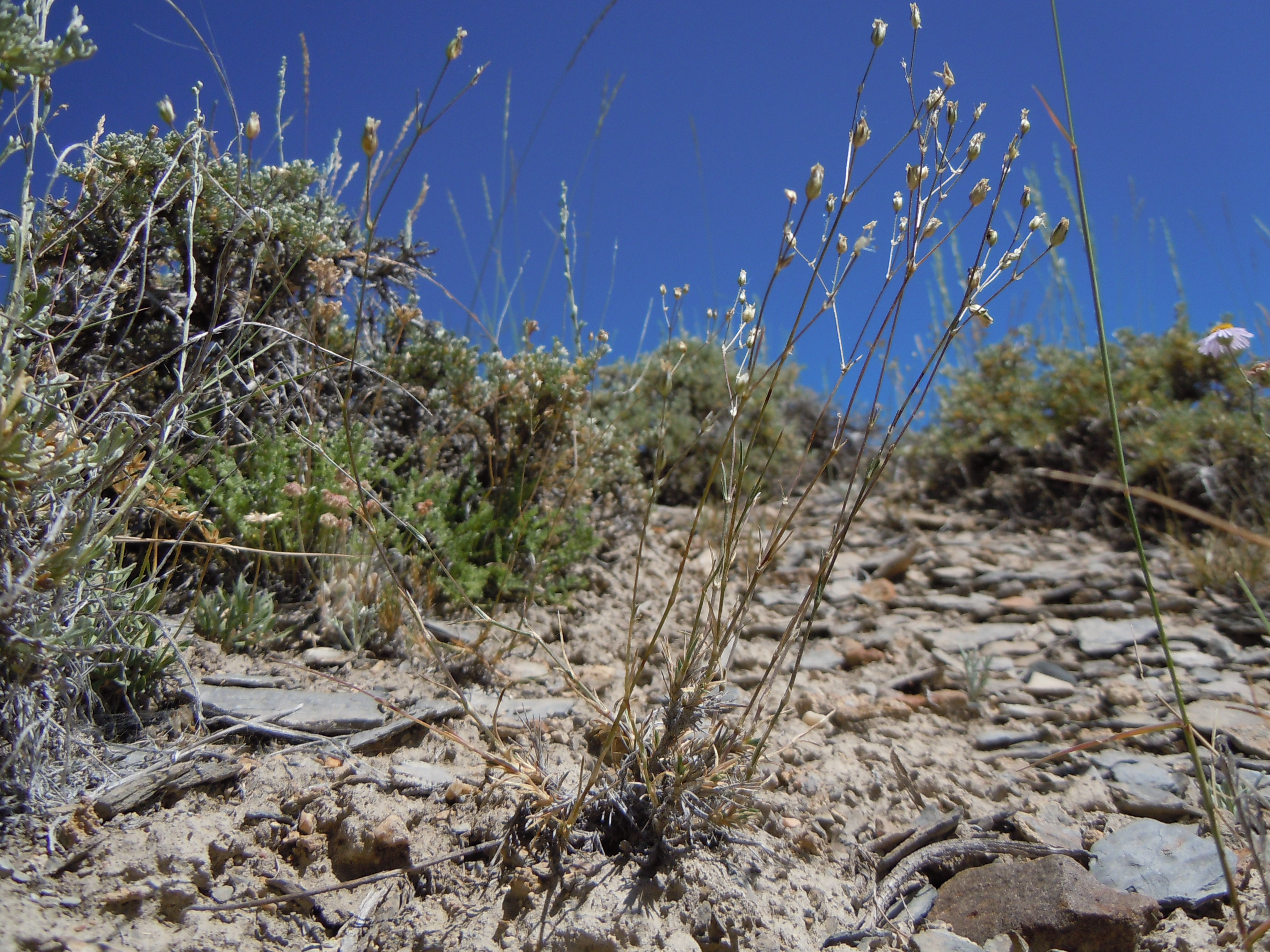
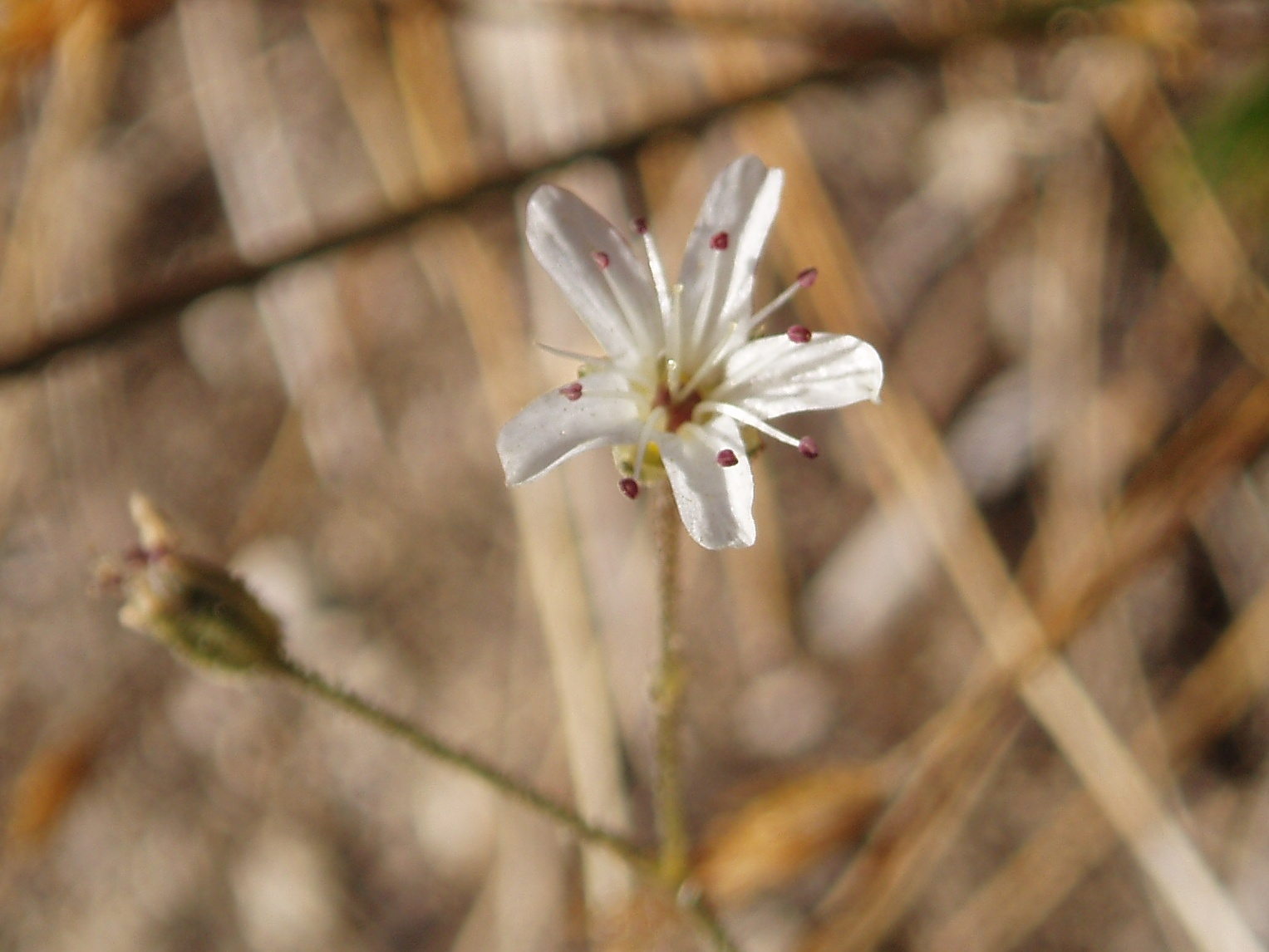
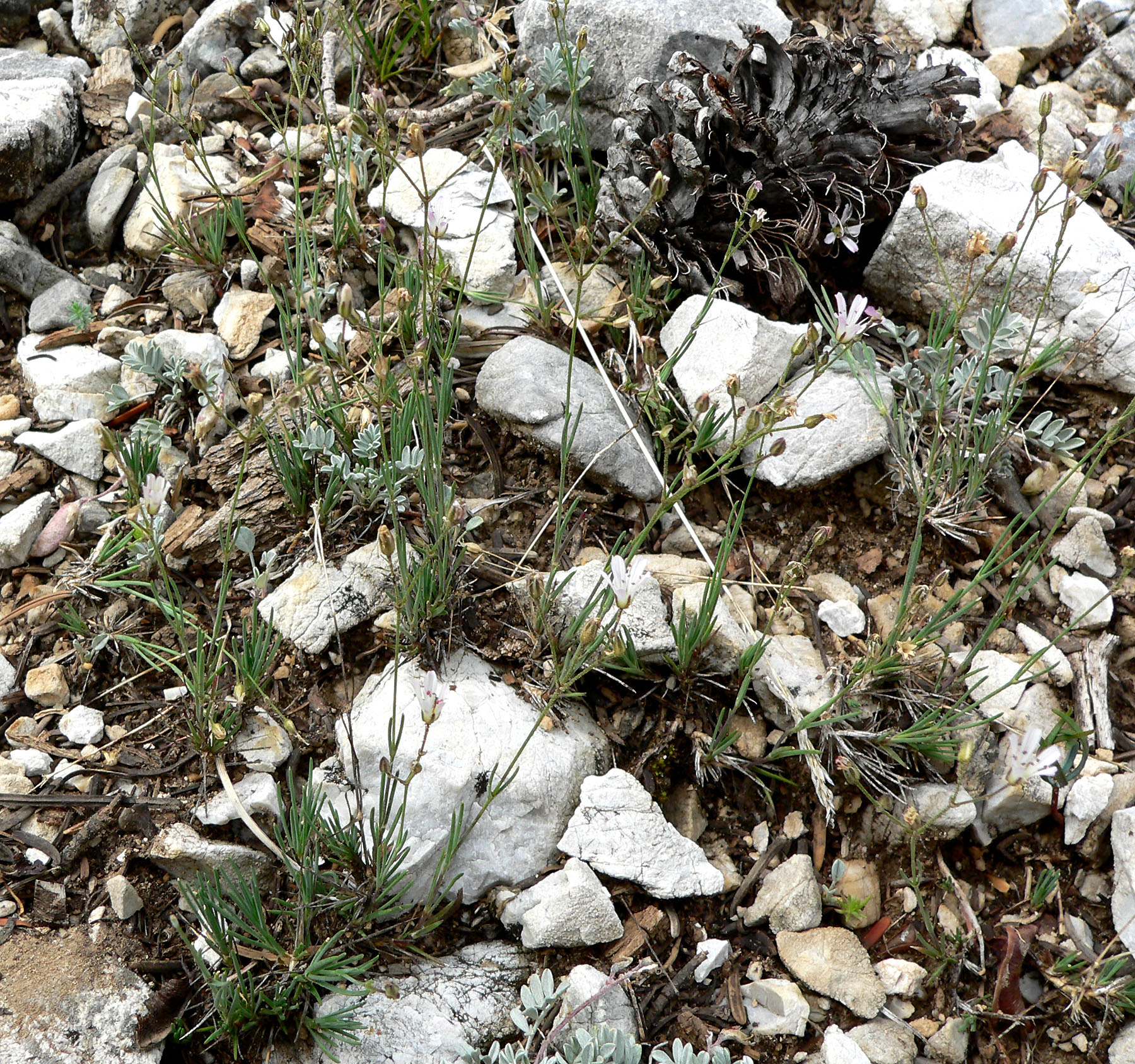
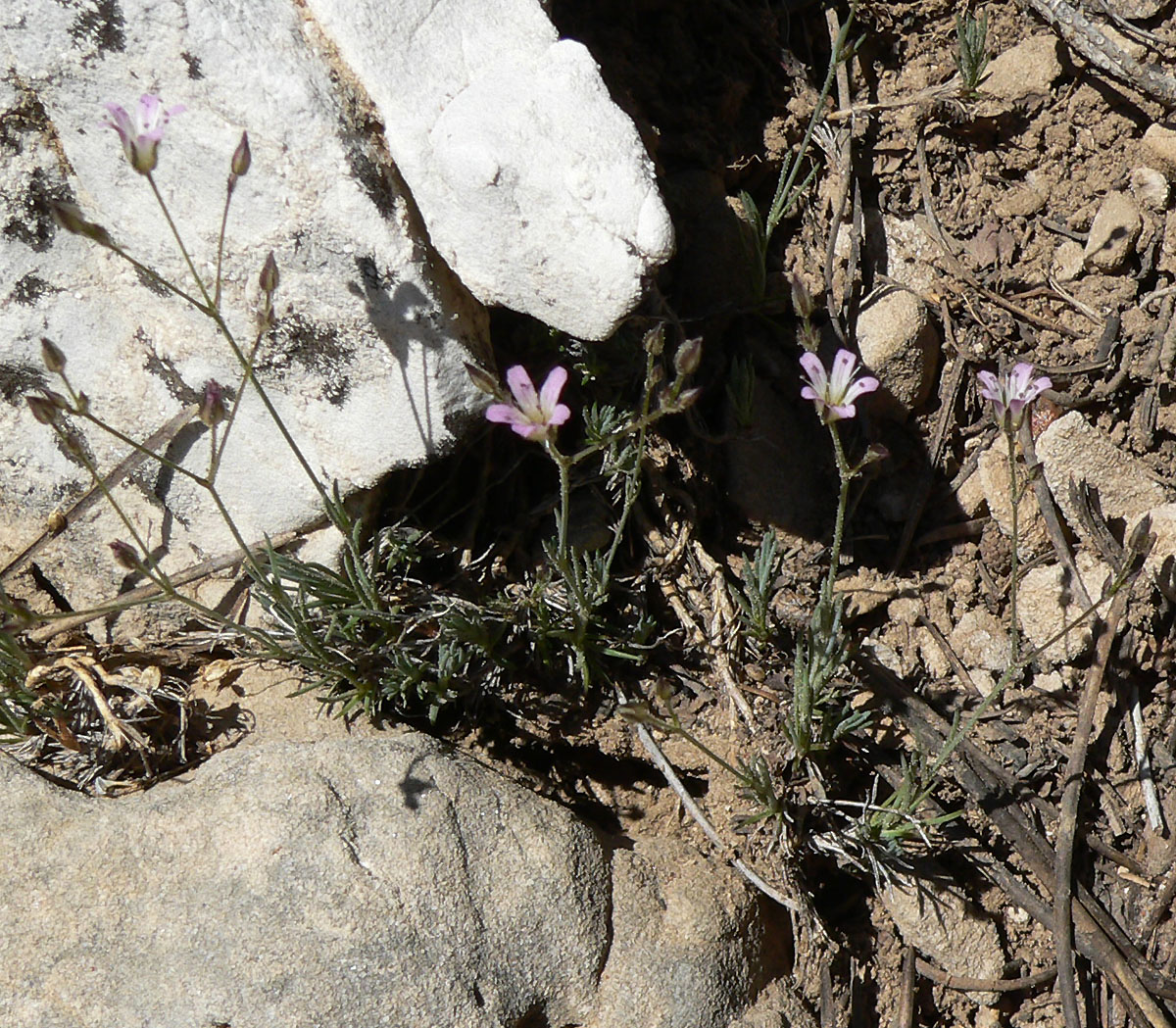
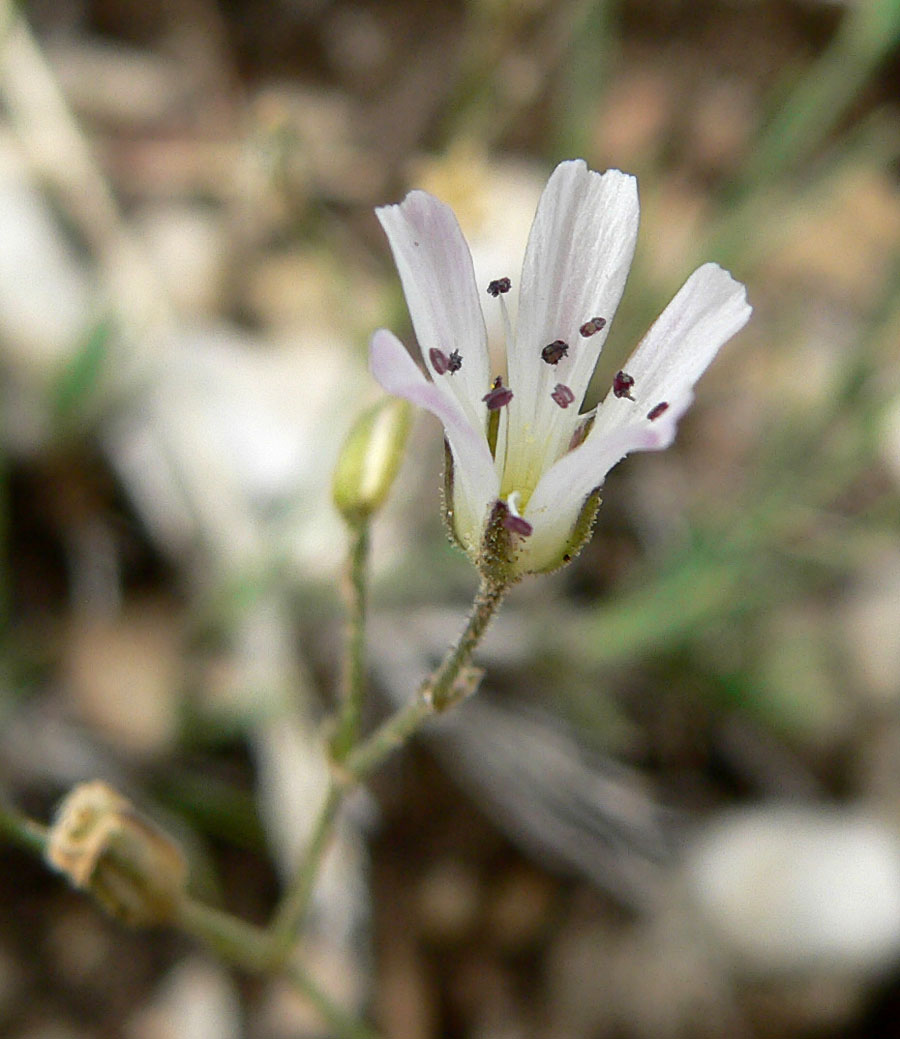
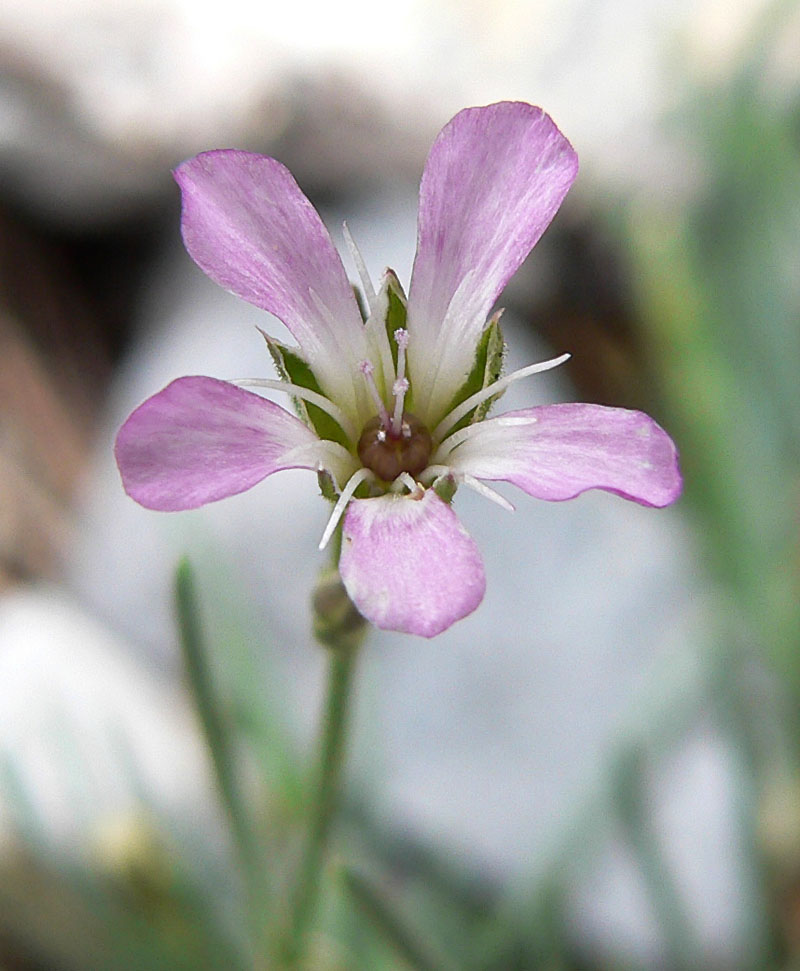